# Juan Vicente Bolívar Palacios
Juan Vicente Bolívar Palacios  (Caracas, Capitanía General de Venezuela, 30 de mayo de 1781-Alta mar, cerca de Bermudas, agosto de 1811), nacido como Juan Vicente Antonio de la Trinidad Fernando Simón, fue el tercer hijo Juan Vicente Bolívar y Ponte y de María de la Concepción Palacios y Blanco, por lo tanto hermano del Libertador Simón Bolívar. Fue participante de la “Conjuración de los Mantuanos” en 1808 y diplomático al servicio de la Junta Suprema de Caracas.

## Infancia y adolescencia
Su padre muere cuando él tenía cuatro años de edad. Su madre, María de la Concepción Palacios y Blanco, se hace cargo de la crianza de los cuatro hijos. A los 16 años, inicia su carrera en el servicio militar. Al culminar 2 años de servicio, vuelve a la casa familiar, donde Carlos Palacios, su tío, tenía la tutela de Simón; el menor de los cuatro hermanos. A diferencia de Simón, no se conocen detalles de la infancia de Juan Vicente. Lo más probable es que su adolescencia y juventud la haya pasado entre las quintas y asentamientos familiares. También es de hacer notar que sus tíos y tías eran numerosos. Así mismo, tampoco se conocen detalles de cómo fue la relación con su hermano Simón.

## Proceso de Independencia
Apenas conocidos en Caracas los sucesos de Bayona (Abdicaciones de Bayona), ocurridos entre mayo y junio de 1808, muchos criollos comenzaron a conspirar contra las autoridades coloniales. Juan Vicente era uno de los que se reunían en la Cuadra Bolívar, una propiedad de los Bolívar ubicada en las afueras de Caracas, cerca del río Guaire. El 15 de julio fue descubierta la llamada Conjuración de los Mantuanos y como medida preventiva fue confinado a su Hacienda en San Mateo en los valles de Aragua. El 19 de abril de 1810 (Sucesos del 19 de abril de 1810) se encontraba en esa hacienda por lo que no participó activamente en los hechos acaecidos ese día en Caracas y que desembocaron en la creación de una Junta Suprema autónoma.
En 1811 fue enviado a los Estados Unidos, junto con Telesforo de la Orea y José Rafael Revenga, por la Junta Suprema de Caracas con el fin de solicitar el apoyo de ese país a la independencia de Venezuela. Llevaba también el encargo de comprar armas, lo que Juan Vicente pensaba cumplir con 70.000 pesos de su fortuna familiar. En ninguno de los dos puntos las negociaciones se concretaron e invirtió la suma en maquinarias agrícolas. Murió a principios de agosto de 1811, a los treinta años de edad, cuando el bergantín San Felipe Neri naufragó entre Florida y Las Bahamas.

## Vida familiar y descendencia
En 1807 Juan Vicente había iniciado una relación de concubinato con Josefa María Tinoco y Castillo. De esa unión nacieron tres hijos: Juan Evangelista Bolívar Tinoco (1808), Fernando Simón Bolívar Tinoco (1809) y Felicia Bolívar Tinoco (1810); a quienes reconoció y llevaron su apellido. Debido a que, cuando falleció, sus tres hijos eran menores de edad, sus bienes pasaron a su hermano Simón (con lo que todas las propiedades de los Bolívar y de los Palacios quedaron en sus manos, convirtiéndolo en uno de los hombres más acaudalados de Venezuela y de España). Veinte años después, siete días antes de morir, Bolívar estableció en su testamento que la tercera parte de sus bienes pasaran a manos de sus tres sobrinos.
Su hija Felicia se casó en 1827 con el general José Laurencio Silva, prócer de la independencia, y tuvieron siete hijos. Fernando tuvo tres hijos, con tres mujeres diferentes: Benjamín Bolívar Gauthier, Santiago Hernández Bolívar y Claudio Bolívar Taraja. Su hijo Juan Evangelista no dejó descendencia.
Simón Bonifacio Silva Bolívar, otro hijo de Felicia Bolívar Tinoco y José Laurencio Silva, culminó sus estudios de medicina y contrajo nupcias con Teresa Báez Gautier. De esta unión nacieron siete hijos, entre ellos María Teresa Silva Báez y Bolívar.  María Teresa se casó con Rafael Antonio Vizquel e Hidalgo y tuvieron a Altagracia Vizquel y Silva y Antonio Vizquel y Silva.
Altagracia Vizquel y Silva (1912-2001, Caracas) contrajo matrimonio con Francisco José Perdomo Linares. De esta unión resultaron cinco hijos: Adela Reina Perdomo Vizquel (sin descendencia), Jorge Perdomo Vizquel, Esther María Perdomo Vizquel, Carmen Violeta Perdomo Vizquel y Aída Maurice Perdomo Vizquel.
Aída Perdomo Vizquel y Antonio Bittar (venezolano de ascendencia siria) tuvieron a Antonio Salvador Bittar Perdomo (Tony Bittar o también conocido en el mundo de la música académica como Tony Bittar-Sayegh) y Yamile Carolina Bittar Perdomo.

## En la cultura popular
El hermano de Bólivar es dramatizado en la serie Bolívar interpretado por Ricardo Mejía.